# Matt Lanter

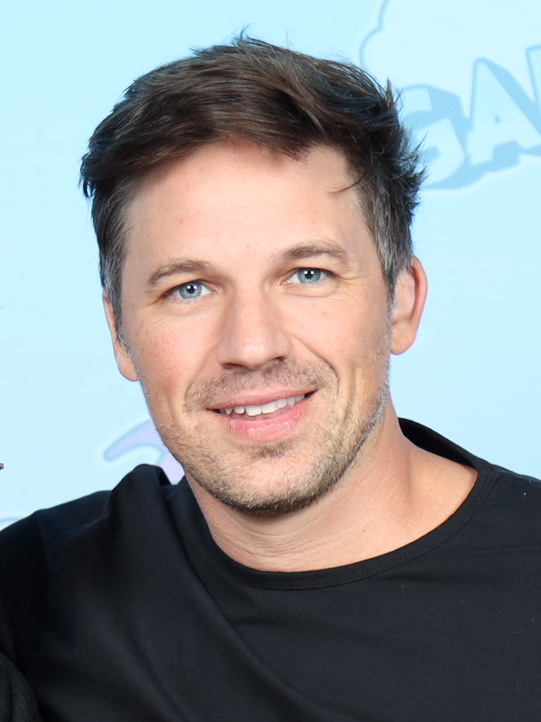
Matt Lanter, 2023

Matthew Mackendree Lanter (* 1. April 1983 in Massillon, Ohio) ist ein US-amerikanischer Filmschauspieler, Synchronsprecher und Fotomodell.

## Leben
Lanter, in Ohio geboren, wuchs ab seinem achten Lebensjahr in Atlanta (Georgia) auf. Seine Liebe zum Baseball ermöglichte es ihm, Balljunge des Baseball-Teams Atlanta Braves zu werden. Auch Fußball und Golf zählten zu Lanters Hobbys.
Nach dem Besuch der Highschool und zwei Jahren am College besuchte Lanter die University of Georgia und begann sich währenddessen zunehmend für die Schauspielerei zu interessieren. Er zog nach Los Angeles, wo er zunächst als Fotomodell arbeitete und in kleineren Werbespots auftrat.
2004 – im Alter von 21 Jahren – hatte er sein Filmdebüt in Bobby Jones – Die Golflegende an der Seite von James Caviezel. Kleinere Rollen wie in der Sitcom Meine wilden Töchter und in der Fernsehserie Big Love folgten, ehe Lanter 2005 seinen Durchbruch mit der Fernsehserie Welcome, Mrs. President hatte, in welcher er den Sohn der US-Präsidentin verkörperte, die jedoch aufgrund von sinkenden Einschaltquoten nach einer Staffel abgesetzt wurde.
Danach war er mit Gastauftritten in diversen Fernsehserien zu sehen, so u. a. in Heroes, CSI: Vegas, Grey’s Anatomy und Monk. 2008 spielte er die Hauptrolle im Fortsetzungsfilm War Games 2: The Dead Code. Sein internationaler Durchbruch gelang ihm mit der Rolle des Liam Court in dem Beverly-Hills,-90210-Spin-off 90210. Dort war er zunächst in der zweiten Staffel als Nebendarsteller zu sehen, bevor er mit der dritten Staffel zum Hauptdarsteller befördert wurde. Des Weiteren spielte er Hauptrollen in den Filmen Liebe und Eis 3, Disaster Movie, Schön bis in den Tod, Beilight – Bis(s) zum Abendbrot und Liars All.
Außerdem war er der Originalsprecher von Anakin Skywalker in der computeranimierten Fernsehserie Star Wars: The Clone Wars und lieh auch in dem gleichnamigen Film Skywalker seine Stimme. Anfang März 2013 bekam Lanter die Hauptrolle als Roman in der The-CW-Science-Fiction-Fernsehserie Star-Crossed, die ab Februar 2014 auf dem Sender ausgestrahlt wurde.
Lanter lebt und arbeitet in Los Angeles, daneben wohnt er in Suwanee, Georgia. Er heiratete im Juni 2013 seine Freundin, mit der er sich ein Jahr zuvor nach dreijähriger Beziehung verlobt hatte. Im Dezember 2017 wurden die beiden Eltern einer Tochter.

## Filmografie (Auswahl)

### Filme
- 2004: Bobby Jones – Die Golflegende (Bobby Jones: Stroke of Genius)
- 2007: Judy’s Got a Gun (Fernsehfilm)
- 2008: Liebe und Eis 3 (The Cutting Edge 3: Chasing the Dream)
- 2008: War Games 2: The Dead Code (WarGames: The Dead Code)
- 2008: Star Wars: The Clone Wars
- 2008: Disaster Movie
- 2009: Schön bis in den Tod (Sorority Row)
- 2010: Beilight – Bis(s) zum Abendbrot (Vampires Suck)
- 2011: The Roommate
- 2012: Das Geheimnis der Feenflügel (Secret of the Wings)
- 2013: Liars All
- 2016: USS Indianapolis: Men of Courage
- 2017: Pitch Perfect 3
- 2020: Chasing the Rain

### Fernsehserien
- 2005: Meine wilden Töchter (8 Simple Rules, Episode 3x21)
- 2005: Point Pleasant (3 Episoden)
- 2005–2006: Welcome, Mrs. President (Commander in Chief, 18 Episoden)
- 2006: Heroes (5 Episoden)
- 2006: Big Love (Episode 1x07)
- 2006: Shark (3 Episoden)
- 2007: CSI: Vegas (CSI: Crime Scene Investigation, Episode 7x17)
- 2007: Grey’s Anatomy (Episode 4x04)
- 2007: Monk (Episode 6x05)
- 2008: Life (Episode 2x02)
- 2008–2014, 2020: Star Wars: The Clone Wars (102 Episoden, Stimme)
- 2009–2013: 90210 (98 Episoden)
- 2011: The High Fructose Adventures of Annoying Orange (Episode 1x29)
- 2012: Mission Scooby-Doo (Scooby-Doo! Mystery Incorporated, 3 Episoden)
- 2012–2017: Der ultimative Spider-Man (Ultimate Spider-Man, Stimme)
- 2014: Star-Crossed (Fernsehserie, 13 Episoden)
- 2015: CSI: Cyber (Episode 2x07)
- 2016–2018: Timeless (Fernsehserie, 28 Episoden)
- 2019: The Mandalorian (Episode 1x06)
- 2021: Jupiter’s Legacy (8 Episoden)
- 2023: S.W.A.T. (Episode 6x16)